# 라이징
라이징(Rising)은 TNA에서 활동하는 프로레슬링 선역 스테이블이다. 드류 갤로웨이에 의해 결성되었다. 하지만 2015년 7월 1일자 TNA 임팩트에서 더 라이징이 비트 다운 클랜을 상대했지만 패배하자 결국 해체되었다.

## 멤버

### 멤버들
| 현 멤버들            | 날짜                             |
| -------------------- | -------------------------------- |
| 드류 갤로웨이 (리더) | 2015년 3월 27일 - 2015년 7월 1일 |
| 미카                 | 2015년 3월 27일 - 2015년 7월 1일 |
| 엘리 드레이크        | 2015년 3월 27일 - 2015년 7월 1일 |